# Station Bodmin Parkway
Bodmin Parkway is een spoorwegstation van National Rail in St Winnow, Caradon in Engeland. Het station is eigendom van Network Rail en wordt beheerd door Great Western Railway. 